# Camillo Calazans de Magalhães
Camillo Calazans de Magalhães (Aracaju, 22 de janeiro de 1928 — Campinas, 11 de fevereiro de 2012) foi um economista e administrador brasileiro.

## Biografia
Filho de Estêvão Coelho de Magalhães e de Heitorina Calazans de Magalhães, lavradores de cana-de-açúcar, iniciou os estudos no Colégio Pedro II, no Rio de Janeiro, então Distrito Federal, matriculando-se depois na Escola Técnica de Comércio de Assis (SP), pela qual se diplomou técnico em contabilidade em dezembro de 1949. Nesse mesmo ano ingressou no Banco do Brasil, instituição na qual desempenharia diversas funções, e em julho de 1960 bacharelou-se em ciências econômicas pela Faculdade de Economia do Rio de Janeiro. Casou-se com Nacir Alves de Magalhães, com quem teve dois filhos.

## Carreira profissional
Realizou nos EUA um curso de pós-graduação em economia agrícola na Ohio University, sob o patrocínio da Agency for International Development (AID), em 1962. Em 1966 fez o curso interamericano de ciências agrícolas, pela Organização dos Estados Americanos (OEA) e o governo mexicano. Nesse mesmo ano foi delegado do Brasil à IX Conferência da Food and Agriculture Organization (FAO) para a América Latina, realizada em Punta del Este, no Uruguai, tornando-se em 1967 consultor técnico da presidência e da diretoria do Banco do Brasil, função que exerceria até 1969.
Ainda em 1967, foi delegado do Banco do Brasil ao VI Congresso Nacional de Bancos, reunido em Recife, tendo também representado o país na XXIII Reunião das Juntas de Governadores do Banco Interamericano de Reconstrução e Desenvolvimento (BIRD), mais conhecido por Banco Mundial, realizada em Washington em 1968. No ano seguinte representou o Banco do Brasil no VII Congresso Nacional de Bancos, em Curitiba, e, de 1970 a 1974, durante a administração de Nestor Jost, dirigiu o Banco do Brasil para a região Nordeste, assumindo também a superintendência das carteiras de crédito geral agrícola e industrial para os estados do Ceará, Rio Grande do Norte, Paraíba, Pemambuco, Alagoas, Sergipe e Bahia.
Ainda no decorrer de 1970, apresentou um trabalho às autoridades monetárias do qual resultou o Programa de Crédito de Emergência aos agropecuaristas localizados nas zonas atingidas pela seca do Nordeste, e participou como delegado do Banco do Brasil à XI Reunião da Assembléia de Governadores do Banco Interamericano de Desenvolvimento (BID), em Punta del Este. No ano seguinte voltou a apresentar trabalhos às autoridades monetárias, deles resultando a criação do Crédito para Recuperação da Agropecuária Nordestina. Ainda em 1971 foi delegado do Banco do Brasil ao VIII Congresso Nacional de Bancos, em Brasília, tendo também atuado como conferencista na Associação de Diplomados da Escola Superior de Guerra (ADESG). No ano seguinte voltou a representar o Banco do Brasil no IX Congresso Nacional de Bancos, em São Paulo, tendo ainda participado do Diário da População, realizado na Flórida, nos EUA, sob o patrocínio da Fundação Tinker e do Population Reference Bureau. Em 1973 representou também o Banco do Brasil no seminário sobre El papel de la banca de fomento en el desarrollo económico de America Latina, reunido em Lima, no Peru.
Com a posse do general Ernesto Geisel na presidência da República em março de 1974, Camilo Calazans foi nomeado presidente do Instituto Brasileiro do Café (IBC), em substituição a Mário Penteado Faria e Silva. No exercício do cargo, recebeu críticas de antigos presidentes do órgão e dos cafeicultores em geral por conhecer pouco o assunto, ser "ingênuo e lento nas decisões" e o "único presidente [da entidade] que não faturara com uma geada". No entanto, ao deixar o instituto, declararia orgulhar-se de haver sido o presidente que mais vendeu café em toda a história do IBC.
Em julho de 1977, Calazans veio a público propor a candidatura de Nestor Jost à sucessão do presidente Geisel, pois, a seu ver, Jost era o "único nome civil capaz de dirigir a nação". Ao mesmo tempo, seu nome chegou a ser cogitado para a sucessão do governador José Rolemberg Leite, de Sergipe. Declarou, então, não alimentar interesse pelo cargo por estar afastado de seu estado natal há muito tempo. Concluído o mandato do presidente Geisel em março de 1979, Calazans deixou a presidência do IBC, sendo substituído por Otávio Rainho da Silva Neves. A convite de Mário Andreaza, ministro do Interior do general João Figueiredo, último presidente do regime militar, assumiu em seguida a presidência do Banco do Nordeste, cargo que ocupou de março de 1979 a março de 1985.
Em março de 1985, substituindo a Osvaldo Collin, assumiu a presidência do Banco do Brasil, cargo para o qual havia sido indicado por Tancredo Neves, eleito presidente da República pelo Colégio Eleitoral reunido em 15 de janeiro daquele ano para a sucessão do presidente Figueiredo. Todavia, por motivo de doença Tancredo não pôde assumir a presidência, vindo a falecer em 21 de abril, quando o vice-presidente José Sarney foi confirmado no cargo que já vinha exercendo interinamente desde 15 de março.
Mantido no cargo por decisão de Sarney, Calazans participou da discussão da chamada reforma bancária, que definiu os papéis do Banco do Brasil e do Banco Central do Brasil na economia brasileira. Defendeu um amplo projeto de atuação do Banco do Brasil na linha de crédito rural e de apoio à iniciativa privada, destacando que o Banco do Brasil deveria ter acesso a todos os segmentos do mercado na disputa pela captação de recursos e ter liberdade de aplicação desses recursos.
A decisão de reajustar os salários dos funcionários do banco e dar início ao projeto de equiparação salarial com o Banco Central - aprovado pelo Superior Tribunal do Trabalho - fez com que a presidência do Banco do Brasil e o Ministério da Fazenda acirrassem suas diferenças. Calazans foi demitido em 7 de março de 1988 pelo ministro da Fazenda, Maílson da Nóbrega, em razão de “divergências com a política econômica do governo”. Substituído pelo alagoano Mário Jorge Gusmão Berard, saiu do governo condenando a política econômica e pregando um mandato mais curto para Sarney. Ao deixar a presidência do Banco do Brasil, assumiu a presidência da Federação Brasileira dos Exportadores de Café, onde permaneceria até 1990.
Em 1991 tornou-se presidente do Banco do Estado de Sergipe, cargo que ocupou até 1994, quando foi nomeado interventor do Fundo de Previdência Complementar dos Aeroviários, em São Paulo, aí permanecendo até dezembro de 1998. Em 1999 tornou-se membro dos conselhos de administração da Ferro Norte e da Ferro Ban.
Ao longo de sua vida profissional, Calazans foi também assessor do Ministério da Agricultura, tendo coordenado o Escritório Técnico de Agricultura e o Escritório de Estudos Econômicos daquele órgão, além do Programa III - Suporte e Grupos de Estudos e Planejamento Agrícola. Assessorou igualmente o Ministério da Fazenda e integrou o conselho deliberativo da Superintendência do Desenvolvimento da Pesca (Sudepe) e os conselhos de administração da Companhia Brasileira de Alimentos (Cobal), da Companhia Brasileira de Armazenamento (Cibrazem), da Comissão de Financiamentos da Produção (CFP) e da Comissão Executiva de Recuperação Econômico-Rural da Lavoura Cacaueira (Ceplac).
Foi, ainda, diretor-geral do departamento de planejamento da Superintendência Nacional de Abastecimento (Sunab), membro da junta governativa e do comitê executivo da Associação Brasileira de Crédito e Assistência Rural (ABCAR) e do conselho deliberativo da Superintendência do Desenvolvimento do Nordeste (Sudene), representante do Banco do Brasil na comissão de crédito rural do Conselho Monetário Nacional e no Grupo Executivo do Abastecimento de Carnes (GEAC), pertencente à Sunab, além de suplente do presidente do Banco do Brasil no Conselho Nacional de Desenvolvimento da Pecuária (Condepe), no Conselho de Desenvolvimento Comercial (CDC) do Ministério da Indústria e Comércio, e no Conselho Nacional de Comércio Exterior (Concex).

## Homenagens
- Uma escola em Quixadá foi nomeada em homenagem ao Gestor.[15]
- Uma rodovia em Sergipe recebeu o nome do Gestor.[16]
- Homenageado com o Título de Cidadão Baiano, na Assembleia Legislativa da Bahia.[17]
- Doutor Honoris Causa pela Universidade Federal do Ceará.[18]
- Recebeu em 1983 o Troféu Sereia de Ouro do Grupo Edson Queiroz.[19]
- Grupo de fundadores do PSDB.[20]